# 玉淀駅
玉淀駅（たまよどえき）は、埼玉県大里郡寄居町大字寄居にある、東武鉄道東上本線の駅である。駅番号はTJ 38。

## 歴史
- 1934年（昭和9年）4月1日：開設[1]。
- 1943年（昭和18年）12月26日：休止[1]。
- 1947年（昭和22年）8月29日：廃止[1]。
- 1951年（昭和26年）9月7日：200 m寄居寄りの地点で再開設[1]。
- 2020年（令和2年）10月31日：東武竹沢駅 - 男衾駅間のみなみ寄居駅新設に伴い、駅番号をTJ 37からTJ 38へ変更[2]。

## 駅構造
単式ホーム1面1線を有する地上駅。みなみ寄居駅新設前までは東上本線唯一の交換設備が無い駅であった。ホームは盛土上にあり、駅舎とは階段で連絡している。自動改札機設置。トイレは駅舎改札内に設置されている。一部時間帯で、駅員不在となる。
隣駅の終点寄居駅が秩父鉄道の管理駅であるため、東武鉄道管理の駅としては最西かつ東上線系統中最北にあたる。

## 利用状況
2024年度（令和6年度）の1日平均乗降人員は500人である。東上本線の駅で最も乗降人員が少ない。
近年の1日平均乗降人員の推移は下表の通り。
| 年度               | 1日平均 乗降人員 | 出典       |
| ------------------ | ---------------- | ---------- |
| 2003年（平成15年） | 506              |            |
| 2004年（平成16年） | 501              |            |
| 2005年（平成17年） | 461              |            |
| 2006年（平成18年） | 437              |            |
| 2007年（平成19年） | 463              |            |
| 2008年（平成20年） | 504              |            |
| 2009年（平成21年） | 531              |            |
| 2010年（平成22年） | 554              |            |
| 2011年（平成23年） | 571              |            |
| 2012年（平成24年） | 579              |            |
| 2013年（平成25年） | 594              |            |
| 2014年（平成26年） | 606              |            |
| 2015年（平成27年） | 586              |            |
| 2016年（平成28年） | 565              |            |
| 2017年（平成29年） | 526              |            |
| 2018年（平成30年） | 544              |            |
| 2019年（令和元年） | 591              | [ 東武 3 ] |
| 2020年（令和02年） | 394              | [ 東武 4 ] |
| 2021年（令和03年） | 465              | [ 東武 5 ] |
| 2022年（令和04年） | 493              | [ 東武 6 ] |
| 2023年（令和05年） | 507              | [ 東武 7 ] |
| 2024年（令和06年） | 500              | [ 東武 1 ] |

## 駅周辺
駅は、埼玉県道30号飯能寄居線沿いに広がる寄居町中心商店街入口に位置している。隣の寄居駅とは600 m程しか離れておらず、駅勢圏も一部重複する。
- 埼玉縣信用金庫 寄居支店
- 西念寺
- 荒川
  - 玉淀
  - 荒川橋梁：駅の直ぐ南側に架かる。
- 鉢形城

## 路線バス
最寄りのバス停は「玉淀駅入口」停留所であり、駅正面、寄居町中心部（西）方面へ進んだ埼玉県道296号菅谷寄居線上にある。
- 玉淀駅入口
  - 県北都市間路線バス
    - 深谷線：深谷駅行き
    - 本庄線：本庄駅南口行き
    - (共通)：寄居車庫行き

## その他
当駅は、かつて運行されていた有料特急「フライング東上」の停車駅であった。
寄居駅との駅間距離はわずか600mで、これは東武東上線では一番短い。

## 隣の駅
東武鉄道
 東上本線
鉢形駅 (TJ 37) - 玉淀駅 (TJ 38) - 寄居駅 (TJ 39)